# ناحیه هاریس، شهرستان فولتن، ایلینوی
ناحیه هاریس (به انگلیسی: Harris Township) یک منطقهٔ مسکونی در ایالات متحده آمریکا است که در شهرستان فولتن، ایلینوی واقع شده‌است. ناحیه هاریس ۱۹۶ متر بالاتر از سطح دریا واقع شده‌است.